# Chaerocina dohertyi
Chaerocina dohertyi är en fjärilsart som beskrevs av Rothschild och Jordan 1903. Chaerocina dohertyi ingår i släktet Chaerocina och familjen svärmare. Inga underarter finns listade i Catalogue of Life.